# Eledone
Eledone es un género de moluscos cefalópodos de la familia Eledonidae; es el único género conocido de la familia. Se distribuyen por las aguas tropicales y subtropicales del planeta.

## Especies
Se reconocen las siguientes especies:
- Eledone caparti Adam, 1950
- Eledone cirrhosa (Lamarck, 1798)
- Eledone gaucha Haimovici, 1988
- Eledone massyae Voss, 1964
- Eledone moschata (Lamarck, 1798)
- Eledone palari C. C. Lu & Stranks, 1992
- Eledone schultzei (Hoyle, 1910)